# Yuko Arimori
Yuko Arimori, född den 17 december 1966, är en japansk före detta friidrottare som tävlade i maraton.
Arimori deltog vid VM 1991 i Tokyo där hon slutade på fjärde plats. Vid olympiska sommarspelen 1992 blev hon silvermedaljör bakom Valentina Jegorova, avståndet mellan dem var bara 8 sekunder. 
Hon deltog även vid olympiska sommarspelen 1996 där hon slutade på tredje plats efter Fatuma Roba och Jegorova.
Arimori valdes i juni 2025 till ordförande för Nihon Rikujō Kyōgi Renmei, det japanska friidrottsförbundet, hon blev både första kvinna och första olympier på posten.

## Personliga rekord
- Maraton - 2.26.39